# Heilbronner Neckarcup 2021
L'Heilbronner Neckarcup 2021 è stato un torneo maschile di tennis giocato sulla terra rossa. È stata la settima edizione del torneo e faceva parte della categoria Challenger 100 nell'ambito dell'ATP Challenger Tour 2021. Si è giocato al TC Heilbronn Trappensee E.V. 1892 di Heilbronn, in Germania, dal 10 al 16 maggio 2021.

## Partecipanti
| Nazionalità | Giocatore             | Ranking* | Testa di serie |
| ----------- | --------------------- | -------- | -------------- |
| Rep. Ceca   | Jiří Veselý           | 72       | 1              |
| Bielorussia | Il'ja Ivaška          | 93       | 2              |
| Austria     | Dennis Novak          | 111      | 3              |
| Colombia    | Daniel Elahi Galán    | 112      | 4              |
| Giappone    | Tarō Daniel           | 114      | 5              |
| Stati Uniti | Denis Kudla           | 117      | 6              |
| Germania    | Philipp Kohlschreiber | 119      | 7              |
| Stati Uniti | Mackenzie McDonald    | 121      | 8              |

- Ranking al 3 maggio 2021.

### Altri partecipanti
I seguenti giocatori hanno ricevuto una wild card:
- Yannick Hanfmann
- Yannick Maden
- Rudolf Molleker

Il seguente giocatore è entrato nel tabellone principale grazie al ranking protetto:
- Andrej Kuznecov

I seguenti giocatori sono entrati nel tabellone principale come alternate:
- Kimmer Coppejans
- Alessandro Giannessi

I seguenti giocatori sono passati dalle qualificazioni:
- Maxime Janvier
- Ergi Kırkın
- Mats Moraing
- Aleksandar Vukic

I seguenti giocatori sono entrati nel tabellone principale come lucky loser:
- Tomás Martín Etcheverry
- João Menezes

## Punti e montepremi
| Torneo    | Torneo              | V      | F     | SF    | QF    | 2T    | 1T  | Q | Q2  | Q1  |
| Singolare | Punti               | 100    | 60    | 35    | 18    | 8     | 0   | 5 | 1   | 0   |
| Singolare | Premi in denaro (€) | 12 250 | 7 200 | 4 260 | 2 480 | 1 460 | 885 | – | 440 | 220 |
| Doppio    | Punti               | 100    | 60    | 35    | 18    | –     | 0   | – | –   | –   |
| Doppio    | Premi in denaro (€) | 5 250  | 3 100 | 1 840 | 1 090 | –     | 610 | – | –   | –   |

## Campioni

### Singolare
In finale  Bernabé Zapata Miralles ha sconfitto  Daniel Elahi Galán con il punteggio di 6–3, 6–4.

### Doppio
In finale  Nathaniel Lammons /  Jackson Withrow hanno sconfitto  André Göransson /  Sem Verbeek con il punteggio di 6(4)–7, 6–4, [10–8].